# 阿耳伯塔计划
阿耳伯塔计划（Project Alberta，也称为A计划）是曼哈顿计划的一部分，负责在第二次世界大战期间协助向广岛和长崎投放首批核武器。
阿耳伯塔计划组建于1945年3月，由51名美国陆军、海军及文职人员（包括1名英国科学家）组成。其任务分为三部分：首先设计空投炸弹外形并完成装配；其次支持犹他州温多弗陆军机场第216陆军航空队基地部队（W-47工程）的弹道测试工作，以及B-29轰炸机改装；最后在完成开发与训练任务后，该计划被编入驻天宁岛北机场的第509混合大队，负责整备设施、组装武器并参与实战。

## 起源
曼哈顿计划始于1941年10月，恰逢美国参加二战前夕。该项目初期的主要任务是生产核裂变材料，但项目主管莱斯利·R·格罗夫斯准将在1943年初创建了由罗伯特·奥本海默领导的洛斯阿拉莫斯实验室（亦称Y项目），整体负责原子弹设计与制造。在实验室内，武器交付任务由威廉·S·帕桑斯上校领导的军械部承担。军械部下设由物理学家诺曼·F·拉姆齐领导的E-7组，负责设计与交付的整合工作，成员包括谢尔登·戴克（Sheldon Dike）和伯纳德·沃尔德曼。
1943年洛斯阿拉莫斯实验室研发出的“瘦子”原子弹，以17英尺（5.2）的巨大尺寸将盟军可投送该弹的飞机型号限制在了英国阿芙罗“兰开斯特”轰炸机和美国波音B-29“超级堡垒”轰炸机这两款之内，且后者还需经过大幅改装。相比较而言，其他机型则需经过完全重新设计建造或只能采用外挂方式进行投弹。帕桑斯安排于1943年8月在弗吉尼亚州达尔格伦海军试验场进行测试。由于此时尚无现成的B-29或兰开斯特轰炸机可用，于是使用9英尺（2.7）长的“瘦子”原子弹缩比模型，由格鲁曼TBF“复仇者”携带进行投掷。此次测试结果并不理想——炸弹出现平旋下坠，这表明需开展全面的测试工程。
1944年3月和6月，在穆罗克陆军机场对“银盘”B-29及“瘦子”和“胖子”炸弹模型进行了进一步测试。同年10月，测试转移到犹他州温多弗陆军机场。Y项目控制测试的安排和内容，由第216陆军航空队基地部队的飞行测试科以W-47项目执行。测试由拉姆齐监督，直到11月弗雷德里克·阿什沃思指挥官成为帕桑斯的行动主管，并承担测试计划的责任。测试炸弹由第216陆军航空队基地部队的特种军械分队组装。测试持续到1945年8月战争结束。最初只有军械部的引信和投送小组参与，但随着测试变得更加详细，并在测试炸弹中加入实弹，其他小组也被纳入测试计划。

## 组织

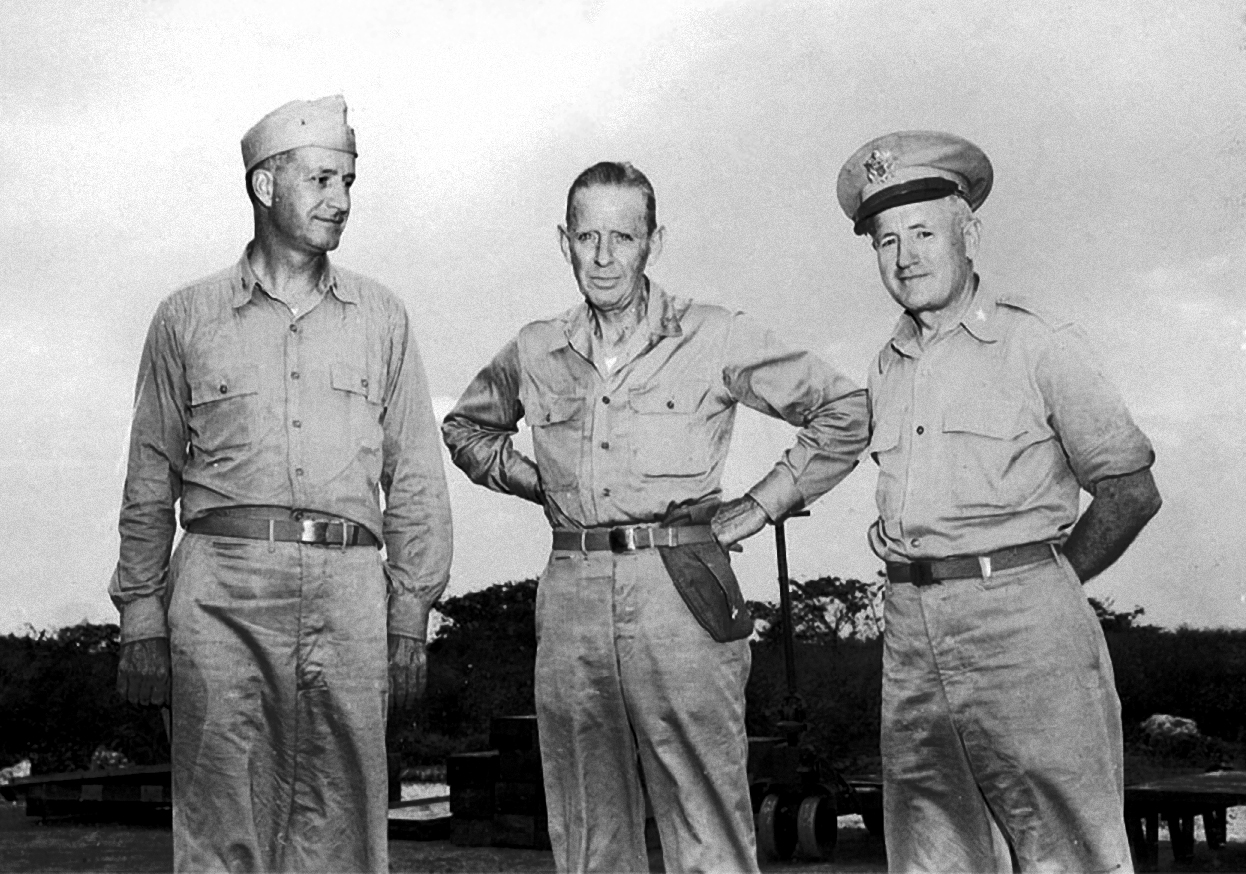
“天宁岛参谋长联席会议”：美国海军上校威廉·帕桑斯（左）、美国海军少将威廉·普奈尔（中）和美国准将托马斯·法雷尔（右）

阿耳伯塔计划（又称A计划）于1945年3月组建，整合了当时帕桑斯领导下军械（O）分部负责炸弹准备与投送的小组。这些小组包括：拉姆齐的投送组（后称O-2）、弗朗西斯·伯奇中校的O-1（火炮）组、肯尼斯·班布里奇的X-2（研发、工程与测试）组、罗伯特·布罗德的O-3（引信研发）组以及乔治·加洛韦的O-4（工程）组。 
帕桑斯担任阿耳伯塔计划负责人，拉姆齐任科技副手，阿什沃思任作战官兼军事候补。下设两个炸弹组装团队：诺里斯·布拉德伯里和罗杰·华纳领导的“胖子”组装组，伯奇领导的“小男孩”组装组。菲利普·莫里森负责核芯组，伯纳德·沃尔德曼和路易斯·阿尔瓦雷茨领导空中观测组，谢尔登·戴克主管机载军械组。物理学家罗伯特·瑟伯尔和威廉·彭尼，以及美军医疗专家詹姆斯·F·诺兰（James F. Nolan）上尉担任特别顾问。阿耳伯塔计划全体成员均为志愿参与。
阿耳伯塔计划共由51名陆军、海军及文职人员组成。陆军人员包括诺兰与约翰·D·霍珀（John D. Hopper）中尉2名军官，以及曼哈顿计划特种工程分队的17名士兵；海军人员为帕桑斯、阿什沃思、爱德华·C·斯蒂芬森（Edward C. Stephenson）少校、维克多·A·米勒（Victor A. Miller）中尉及其他8名少尉；其余17人为文职人员。计划中的人员行政上隶属由皮尔·德席尔瓦（Peer de Silva）中校指挥的第一技术勤务分队，该分队负责天宁岛的安保与宿营保障。
此外，天宁岛上有三位曼哈顿计划高级军官虽不隶属阿耳伯塔计划但参与相关工作：军事联络委员会代表威廉·普奈尔少将、格罗夫斯的作战副手托马斯·法雷尔准将，以及负责基地建设并担任法雷尔候补的埃尔默·E·柯克帕特里克上校。普奈尔、法雷尔与帕桑斯被非正式称为“天宁岛三巨头”，拥有核打击任务的决策权。 

## 天宁岛
曼哈顿计划与美国陆军航空队（USAAF）官员于1944年12月商定将行动基地设于马里亚纳群岛。次月，帕桑斯与阿什沃思同USAAF军官召开会议讨论基地建设事宜。1945年2月，阿什沃思携信前往关岛面见切斯特·W·尼米兹海军上将汇报曼哈顿计划。原计划第509混合大队驻扎关岛，但阿什沃思发现当地港口拥堵且施工部队不足。USAAF建议考察天宁岛——该岛拥有两座距离北端125英里（201公里）的优质机场，这对可能超载的轰炸机起飞至关重要。阿什沃思与岛区指挥官弗雷德里克·V·H·金布尔准将巡视后选定北机场，金布尔随即预留该场地备用。

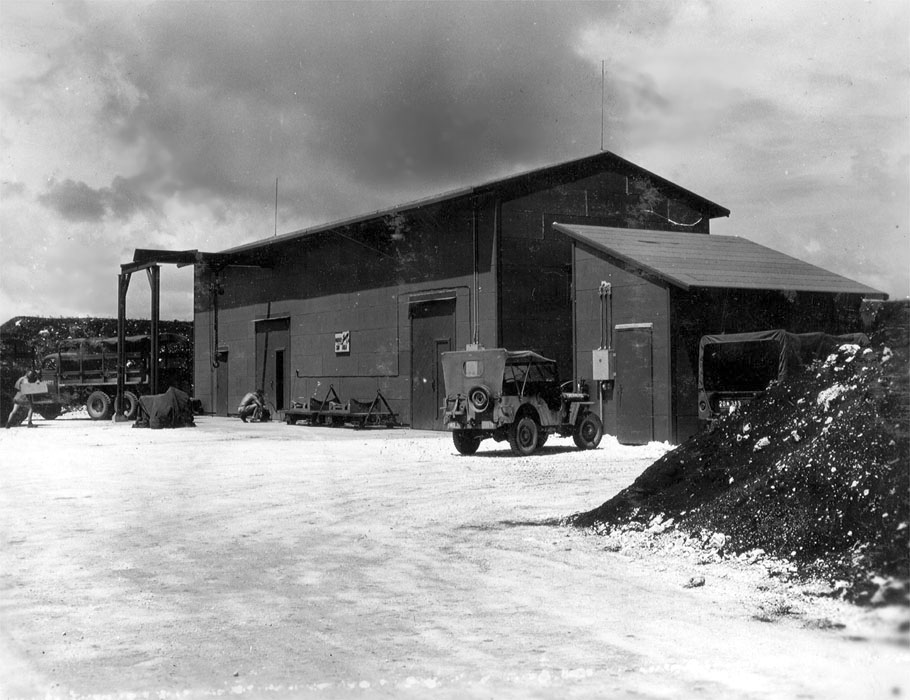
组装炸弹的大楼

格罗夫斯派柯克帕特里克监督第6海军建设旅的海蜂部队在天宁岛施工。四座通常用于投弹瞄准器维修的空调活动房屋被改作实验室和仪器室，另建有五座仓库、一栋车间以及组装、军械和行政建筑。拉姆齐解决了旧金山装运港的运输难题——港口要求提供详细货运清单以便追踪确保交付，但实际货物仍可能临时变更。他直接将所有物资标注为“炸弹组装套件”，其中三套（一套用于“小男孩”、一套用于“胖子”，剩余一套备用）于5月起运往代号“目的地O”的天宁岛。柯克帕特里克安排所有物资直送天宁岛，而非常规的经关岛中转。
为按期部署，第509混合大队指挥官保罗·蒂贝茨上校令地面梯队于4月25日离温多弗启程，空中梯队5月跟进。第1军械中队仔细打包从“骆驼计划”接收的“南瓜炸弹”和“胖子”的组件（不含裂变核芯或调制中子引发剂）。阿耳伯塔计划文职人员配发军装，诺兰负责接种疫苗。组建的先遣队包括：空军联络官谢尔登·戴克、“小男孩”专家西奥多·珀尔曼、“胖子”专家维克多·米勒和哈洛·拉斯。其余“胖子”团队准备用于“三位一体”核试验的无外壳“小装置”。帕桑斯与华纳决定无论试验结果如何，“小男孩”都将投入实战。

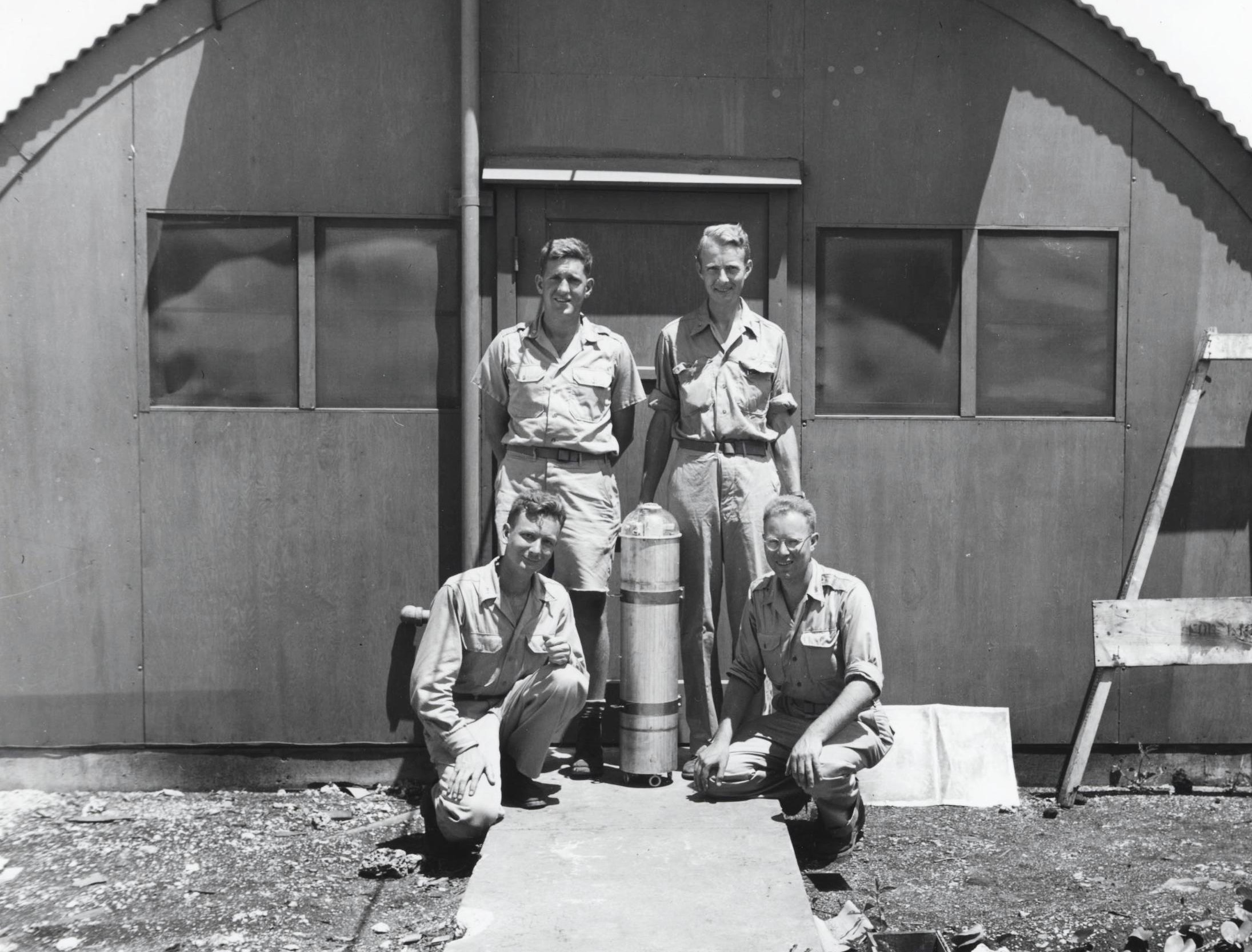
阿耳伯塔计划的哈罗德·阿格纽（左上）、路易斯·阿尔瓦雷斯（右上）、劳伦斯·约翰斯顿（左下）和伯纳德·沃尔德曼（右下）站在天宁岛仪器实验室前，手持冲击波测量筒。这些测量筒通过降落伞投下，用于测量爆炸威力。

先遣队于6月17日乘巴士从洛斯阿拉莫斯出发前往新墨西哥州柯特兰机场。在威廉·乌阿纳少校及第一技术勤务分队其他成员陪同下，他们搭乘第509混合大队第320运输机中队的C-54“绿色大黄蜂”运输机，经加利福尼亚州哈密尔顿空军基地的航空运输港，于6月23日抵达天宁岛。谢尔登·戴克随同第509混合大队第393轰炸机中队的轰炸机，对日本占领的特鲁克岛、马库斯岛、罗塔岛以及古关岛上的机场实施了轰炸训练任务。其余先遣队员则负责“小男孩”原子弹组装设施的准备工作。7月6日，由爱德华·B·多尔率领的引信组加入，为“南瓜炸弹”任务做准备。 
阿耳伯塔计划的其余成员在7月16日三位一体核试验成功后就启程前往天宁岛。“小男孩”原子弹组装团队的剩余成员于7月22日抵达，随后帕桑斯、阿什沃思、普奈尔、法雷尔以及“胖子”原子弹的组装、核芯、观测与引爆团队也陆续到达。除负责运送炸弹部件的信使成员外，整个阿耳伯塔计划团队于7月25日前在天宁岛完成集结。诺兰于7月26日随重巡洋舰“印第安纳波利斯”号抵达，同行的还有第一技术勤务分队的罗伯特·弗曼少校和查尔斯·H·奥布莱恩上尉，他们携带着“小男孩”的组装部件及活性材料。杰西·库普弗伯格和雷默·施赖伯乘坐C-54运输机抵达，运来了“小男孩”剩余的活性材料以及“胖子”原子弹的钚核芯。

## 广岛和长崎原子弹爆炸

### 准备工作

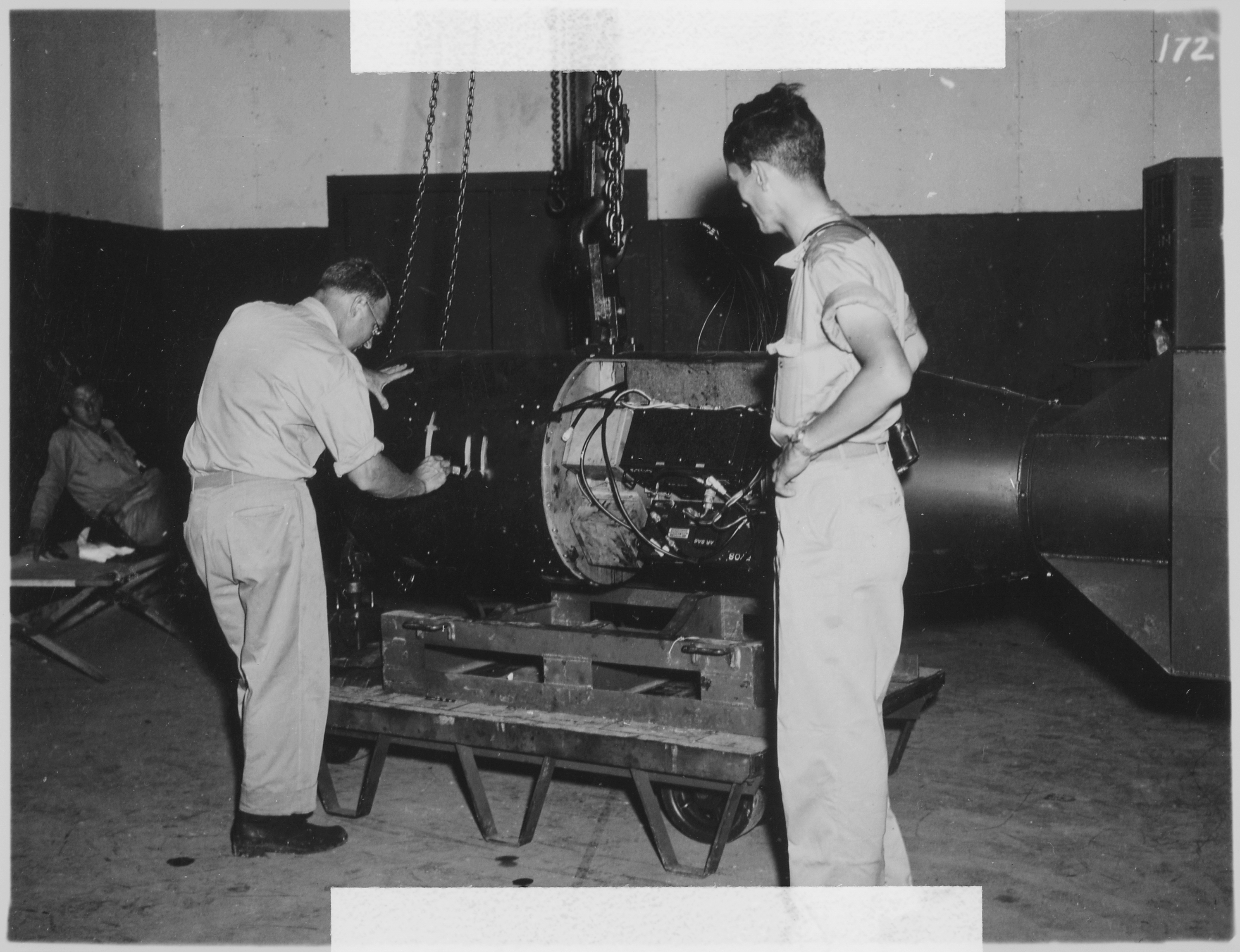
阿耳伯塔计划指挥官弗朗西斯·伯奇（左）在物理学家诺曼·拉姆齐的注视下组装小男孩炸弹。

尽管阿耳伯塔计划尚未收到攻击命令，但仍按计划推进，目标是在1945年8月1日前完成“小男孩”的准备工作，并在此后尽快准备好“胖子”原子弹。与此同时，7月20日至29日期间执行的12次战斗任务中，使用高爆炸弹“南瓜炸弹”对日本境内的目标进行打击。阿耳伯塔计划的谢尔登·戴克和米洛·博尔斯特德参与了其中部分任务，英国观察员伦纳德·切希尔上校也一同飞行。期间发生了一起严重事故：B-29轰炸机“奇异货机”号在滑行时，一枚“南瓜炸弹”在弹舱内意外脱落。炸弹穿过关闭的弹舱门坠落到滑行道上。飞机和炸弹在火花四溅中停下，消防人员用泡沫覆盖了飞机和炸弹，炸弹未发生爆炸。最终不得不使用千斤顶顶起飞机以移除炸弹。
四套“小男孩”组装体L-1、L-2、L-5和L-6被用于试投。L-6于7月29日在硫磺岛进行了战前演练。7月31日重复演练时，“埃诺拉·盖伊”号在天宁岛附近试投了L-6。最终用于广岛原子弹的是L-11组装体。“小男孩”团队于7月31日完成全部组装并做好使用准备。1945年7月29日完成了行动前的最后准备工作。由于陆军五星上将乔治·C·马歇尔正随总统参加波茨坦会议，代理陆军参谋长托马斯·T·汉迪将军于7月25日签署命令，向卡尔·斯帕茨将军下达了攻击指令。该命令指定了四个备选目标：广岛、小仓、新潟和长崎，并要求“在8月3日左右天气允许时尽快实施攻击”。
“胖子”原子弹的组装是一项复杂作业，需要高爆机械组、核芯组、引信组和引爆组人员协同完成。为避免组装建筑内人员过度密集导致事故，帕桑斯限制了同时在场人数。等候执行特定任务的人员需在建筑外轮候。首枚“胖子”组装体F13于7月31日完成，次日用于空投测试。随后完成的F18于8月4日进行组装，次日实施空投。8月2日，第509混合大队和第216陆军航空队基地单位的一架B-29运抵三套“胖子”高爆预装组件，编号分别为F31、F32和F33。经检查发现F32的高爆炸药块严重开裂无法使用，其余两套完成组装，其中F33指定用于演练，F31计划投入实战。

### 广岛

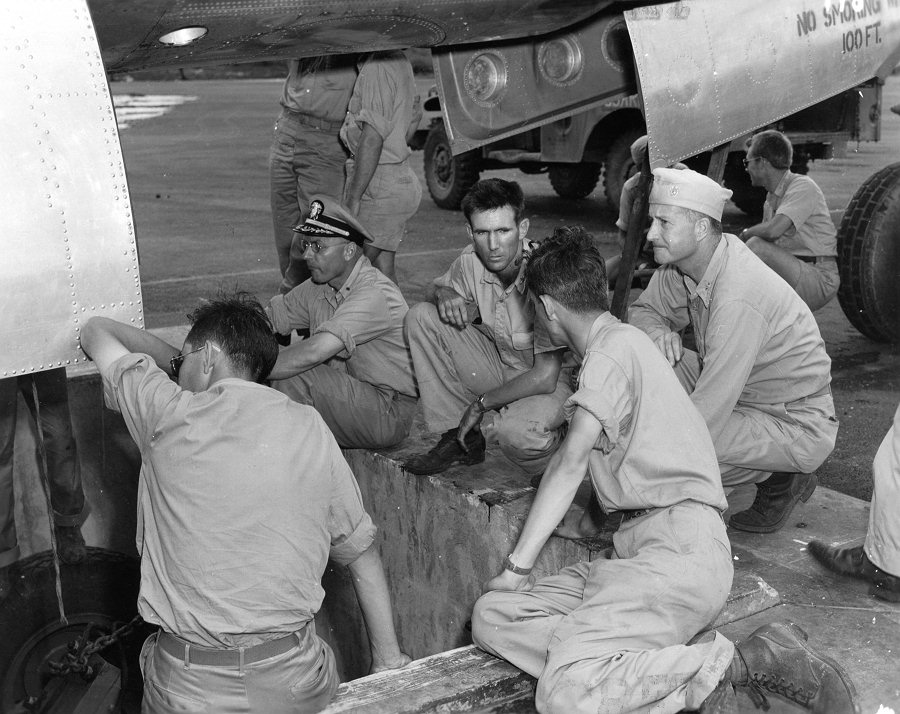
帕桑斯（右）监督将“小男孩”装入“埃诺拉·盖伊”号的炸弹舱

在天宁岛的一周时间里，已有四架B-29轰炸机在跑道上坠毁燃烧。帕桑斯对此深感忧虑——倘若搭载“小男孩”的B-29发生坠毁，火灾可能引爆炸药并导致核武器意外引爆，从而造成灾难性后果。虽然曾考虑疏散岛上的两万名人员，但最终决定改为在飞行途中将四包无烟火药装入炮膛完成炸弹的组装。
“埃诺拉·盖伊”号于8月6日02:45（当地时间）起飞，起飞重量超重10%左右。飞行8分钟后开始炸弹安装作业，耗时25分钟。作为“武器官”的帕桑斯负责指挥此次任务。他与第一军械中队的莫里斯·R·杰普森中尉沿左舷狭窄步道进入炸弹舱。杰普森持手电筒照明，帕桑斯则断开引爆线、卸下炮闩、装入火药包、装回炮闩并重新接线。在爬升接近目标前，杰普森将内部电池与点火装置间三个安全插头从绿色切换为红色，炸弹至此完成最终武装。杰普森全程监控电路状态。
阿耳伯塔计划另有四名成员参与了广岛任务。路易斯·阿尔瓦雷茨、哈罗德·阿格纽和劳伦斯·H·约翰斯顿乘坐仪器观测机“大艺术家”号，投放了用于测量爆炸冲击波的“冲击波测量筒”，但当时并未用于计算当量。伯纳德·瓦尔德曼在观测机上担任摄像师，配备了一台特殊的高速Fastax电影摄影机（装载六秒胶片）用于记录爆炸。遗憾的是，瓦尔德曼忘记打开相机快门，导致未能拍摄任何画面。此外，部分团队成员飞往硫磺岛待命，以防“埃诺拉·盖伊”号需要迫降，但最终未出现此情况。 
任务按计划执行且未出现重大故障。三架目标区飞机在任务开始约三小时后抵达硫磺岛上空，并于06:07同时离开。炸弹保险装置于07:30（抵达目标上空前90分钟）解除，15分钟后B-29机群开始爬升至30,000英尺（9,100）的投弹高度。08:12进入轰炸航路，三分钟后完成投弹。“大艺术家号”同步投下三具冲击波测量筒，随后两架B-29立即实施155度急转弯脱离——“大艺术家”号左转，“埃诺拉·盖伊”号右转。投弹45.5秒后发生核爆。主冲击波与“回波”在一分钟后掠过B-29机群，机组人员持续观测蘑菇云达90分钟，此时机群已距爆心近400英里（640）。唯一一段蘑菇云动态影像由哈罗德·阿格诺拍摄，而罗伯特·“鲍勃”·卡伦则从“埃诺拉·盖伊”号尾部机枪手位置拍摄了最具代表性的蘑菇云照片，该机于14:58回到天宁岛。

### 长崎
在广岛轰炸次日（8月7日），普奈尔、帕桑斯、蒂贝茨、斯帕茨等人与柯蒂斯·李梅在关岛会晤，并商讨后续行动。帕桑斯表示阿耳伯塔计划将按原定计划于8月11日准备好“胖子”原子弹，但蒂贝茨指出气象预报显示当天因风暴将出现恶劣飞行条件，询问是否可提前至8月9日完成准备。帕桑斯同意了该调整方案。

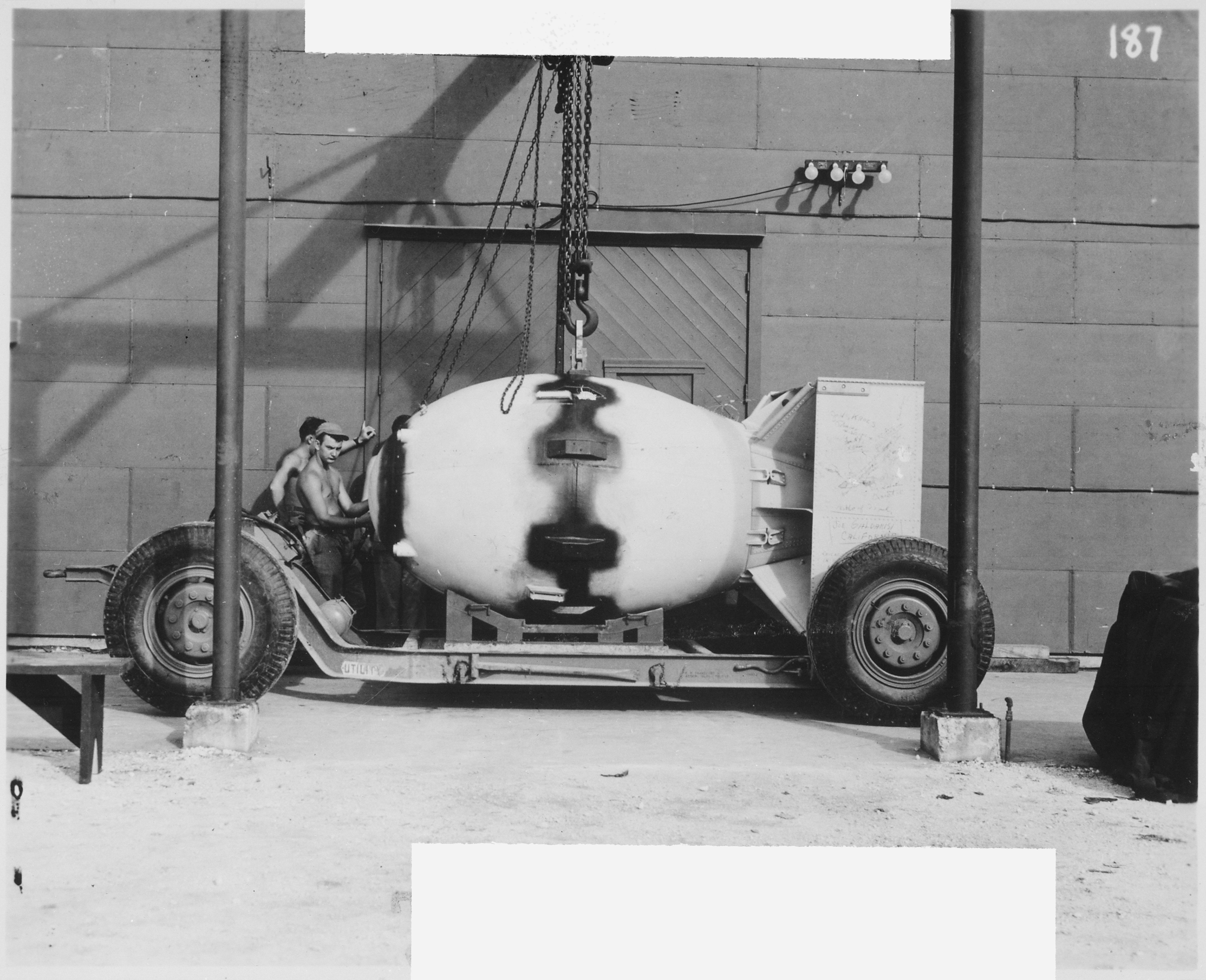
“胖子”正被放置在2号组装楼前的拖车支架上

此次任务中，阿什沃思担任武器官，美国海军上尉、第一军械中队的菲利普·M·巴恩斯（Philip M. Barnes）作为其助手登上B-29“博克斯卡”号。阿耳伯塔计划的沃尔特·古德曼（Walter Goodman）和劳伦斯·H·约翰斯顿（Lawrence H. Johnston）与《纽约时报》记者威廉·L·劳伦斯一同乘坐仪器观测机“大艺术家”号。伦纳德·切希尔和威廉·彭尼则在观测机“大臭鼬”号上。阿耳伯塔计划的罗伯特·瑟伯尔本应随机出发，但因忘记携带降落伞被机组指挥官、大队作战官小詹姆斯·I·霍普金斯（James I. Hopkins Jr.）少校留在基地。由于瑟伯尔是唯一掌握高速摄影机操作技术的成员（该机执行任务的核心目的），霍普金斯不得不通过天宁岛的无线电指导学习设备使用方法。
天气状况迫使任务提前两天，同时还导致机群汇合地点改为更靠近目标的屋久岛，初始巡航高度从9,300英尺（2,800）调整为17,000英尺（5,200），这两项调整都显著增加了燃油消耗。飞行前检查发现625美制加侖（2,370公升）后弹舱燃料箱的燃油传输泵故障，但仍决定继续执行任务。钚弹无需在飞行中武装，但在03:45起飞30分钟后、当“博克斯卡”号爬升至5,000英尺（1,500）高度时解除了其保险装置。
发现连接“胖子”的黑匣子上红色武装指示灯亮起，表明点火电路已闭合。阿什沃思和巴恩斯花费半小时才隔离并修复导致故障的开关。当飞机于09:10抵达昼间集合点时，照相侦察机并未出现。气象侦察机报告两个目标都符合目视轰炸条件，而“博克斯卡”号在屋久岛上空盘旋等待照相侦察机——因阿什沃思坚持必须与“大艺术家”号协同行动，且在无线电静默状态下无法确认已会合的飞机身份。最终任务在延误三十分钟后，未等照相侦察机便继续执行。 
当“博克斯卡”号在30分钟后抵达小仓时，云层覆盖率已达70%，随后50分钟内三次轰炸航路尝试均未能实现目视投弹。指挥官决定降低飞机的动力以节省燃油，并改航长崎，必要时采用雷达轰炸。12:01（计划延期两小时后）轰炸航路开始时使用雷达瞄准，但云层缝隙使得“胖子”得以目视投弹。照相侦察机及时抵达长崎完成任务，三架飞机转飞冲绳并于13:00到达。“博克斯卡”号持续20分钟联系读谷机场塔台获取降落许可未果，机载燃油几近耗尽。

## 后期活动
阿耳伯塔计划仍保有F101、F102和F103三套测试组件，但受损的F32已无法使用，因此需要从骆驼计划空运新的炸药块。部分组件也出现短缺，特别是雷管基座，这些部件最终在天宁岛完成制造。8月14日，第509混合大队的7架B-29执行了“南瓜炸弹”任务。次日，日本投降的消息传抵天宁岛。
法雷尔组织了一支由阿耳伯塔计划成员、第一技术勤务分队和第509混合大队组成的评估小组，前往广岛和长崎勘察破坏情况。阿耳伯塔计划的其余成员开始进行撤离准备工作。未使用的F101、F102和F103组件与备用部件一同打包运回洛斯阿拉莫斯。出于安全考虑，未运回美国的部件均被投入海中销毁。 
阿耳伯塔计划的科技人员于9月7日离开天宁岛返回美国。柯克帕特里克和阿什沃思留守监督曼哈顿计划物资的处理工作。随后阿耳伯塔计划正式终止。该计划大部分人员被调往新成立的Z分部，该分部开始迁往桑迪亚基地。

## 脚注

### 引文
1. ↑  钟毅 & 何伟 (1991)，第220、397頁.
2. 1 2  吴强, 李俊 & 耿华运 (2022)，第3頁.
3. ↑  Jones (1985)，第30–32頁.
4. ↑  Hoddeson et al. (1993)，第40–41頁.
5. ↑  钟毅 & 何伟 (1991)，第141、391頁.
6. 1 2  Ramsey (2012)，第340頁.
7. ↑  Hoddeson et al. (1993)，第378頁.
8. ↑  Bowen (1959)，第91–92頁.
9. ↑  Hoddeson et al. (1993)，第380頁.
10. ↑  Ramsey (2012)，第344–345頁.
11. 1 2  Dvorak (2012)，第20頁.
12. ↑  姜昊骞 (2021)，第215頁.
13. 1 2  Hoddeson et al. (1993)，第383頁.
14. ↑  Campbell (2005)，第45頁.
15. ↑  Kloda (2022)，第27頁.
16. 1 2 3 4  Latorre & Soto-Sanfiel (2023)，第138頁.
17. ↑  Crescent Engineering & Research Company (1997)，第80頁.
18. ↑  Ramsey (2012)，第346頁.
19. ↑  . Array of Contemporary American Physicists.   [2012-02-08]. （原始内容存档于2014-02-04）.
20. 1 2  Hawkins (1946)，第286頁.
21. ↑  李雯露 & 王梓诚 (2023)，第109頁.
22. 1 2  姜昊骞 (2021)，第152頁.
23. ↑  Campbell (2005)，第157頁.
24. ↑  Russ (1990)，第30頁.
25. ↑  Campbell (2005)，第143頁.
26. ↑  Russ (1990)，第80–81頁.
27. ↑  MPHPA (2005).
28. ↑  刘小雨 (2024)，第850頁.
29. 1 2  Campbell (2005)，第156頁.
30. ↑  Christman (1998)，第176頁.
31. ↑  Hoddeson et al. (1993)，第386–387頁.
32. ↑  Krauss & Krauss (2005)，第19頁.
33. ↑  ASHNORTH (1945).
34. ↑  Hoddeson et al. (1993)，第387–388頁.
35. ↑  Hawkins (1946)，第285頁.
36. ↑  Russ (1990)，第28–33頁.
37. ↑  吴明静, 沈晏平 & 王燕 (2024)，第195頁.
38. ↑  王志彤 (2023)，第162頁.
39. ↑  姜昊骞 (2021)，第199頁.
40. ↑  姜昊骞 (2021)，第154頁.
41. ↑  Russ (1990)，第34–41頁.
42. ↑  Campbell (2005)，第71頁.
43. ↑  Russ (1990)，第44頁.
44. ↑  Russ (1990)，第45–46頁.
45. ↑  Russ (1990)，第51頁.
46. ↑  Russ (1990)，第50頁.
47. ↑  Russ (1990)，第52頁.
48. ↑  Campbell (2005)，第27頁.
49. ↑  Campbell (2005)，第50頁.
50. ↑  Russ (1990)，第53頁.
51. ↑  Campbell (2005)，第46, 80頁.
52. ↑  Coster-Mullen (2012)，第100–101頁.
53. ↑  Russ (1990)，第55頁.
54. ↑  Rhodes (1986)，第691頁.
55. ↑  Campbell (2005)，第41頁.
56. ↑  Russ (1990)，第56–57頁.
57. ↑  Campbell (2005)，第38–40頁.
58. ↑  Lewis & Tolzer (1957)，第72頁.
59. ↑  Russ (1990)，第59頁.
60. ↑  Lunde (2012)，第457頁.
61. 1 2  . Manhattan Project Heritage Preservation Association.   [2013-05-18]. （原始内容存档于2013-05-01）.
62. ↑  Davis (1967)，第8頁.
63. 1 2 3  Coster-Mullen (2012)，第34–35頁.
64. ↑  Hoddeson et al. (1993)，第393頁.
65. ↑  McLellan (2003).
66. ↑  Alvarez & Trower (1987)，第66頁.
67. ↑  Russ (1990)，第60頁.
68. ↑  Russ (1990)，第63頁.
69. ↑  Russ (1990)，第64–65頁.
70. ↑  Laurence (1945).
71. 1 2  . National Science Digital Library.   [2013-03-28]. （原始内容存档于2012-12-25）.
72. 1 2 3  . Manhattan Project Heritage Preservation Association.   [2013-05-18]. （原始内容存档于2013-05-01）.
73. ↑  Russ (1990)，第72–74頁.
74. ↑  Russ (1990)，第75頁.
75. ↑  Russ (1990)，第80頁.
76. ↑  Hawkins (1946)，第291頁.
77. ↑  Russ (1990)，第83頁.

### 书籍
- Alvarez, Luis W.; Trower, W. Peter. . Chicago: University of Chicago Press. 1987. ISBN 978-0-226-81304-2. OCLC 15791693.
- Bowen, Lee.  (PDF). The History of Air Force Participation in the Atomic Energy Program, 1943–1953. Washington, D.C.: U.S. Air Force, Air University Historical Liaison Office. 1959  [2013-07-28]. （原始内容 (PDF)存档于2014-02-22）.
- Campbell, Richard H. . Jefferson, North Carolina: McFarland & Company. 2005. ISBN 0-7864-2139-8. OCLC 58554961.
- Christman, Albert B. . Annapolis, Maryland: Naval Institute Press. 1998. ISBN 1-55750-120-3. OCLC 38257982.
- Coster-Mullen, John. . Waukesha, Wisconsin: J. Coster-Mullen. 2012. OCLC 298514167.
- Dvorak, Darrell F. . Air Power History. 2012-12-22, 59 (4): 14–27. ISSN 1044-016X.
- Hawkins, David.  (PDF). Manhattan District History. Los Alamos, New Mexico: Los Alamos National Laboratory. 1946  [2011-08-11].
- Hoddeson, Lillian; Henriksen, Paul W.; Meade, Roger A.; Westfall, Catherine L. . New York: Cambridge University Press. 1993. ISBN 0-521-44132-3. OCLC 26764320.
- Jones, Vincent.  (PDF). Washington, D.C.: United States Army Center of Military History. 1985  [2013-08-25]. OCLC 10913875. （原始内容 (PDF)存档于2014-10-07）.
- Krauss, Robert; Krauss, Amelia (编). . Buchanan, Michigan: 509th Press. 2005. ISBN 978-0-923568-66-5. OCLC 59148135.
- Lewis, Robert A.; Tolzer, Eliot. . Popular Science. August 1957: 71–75, 209–210.
- Ramsey, N. F. . Coster-Mullen, John  (编). . United States: J. Coster-Mullen. 2012. OCLC 298514167.
- Rhodes, Richard. . New York: Simon & Schuster. 1986. ISBN 0-684-81378-5. OCLC 13793436.
- Russ, Harlow W. . Los Alamos, New Mexico: Exceptional Books. 1990. ISBN 978-0-944482-01-8. OCLC 24429257.
- （美）莱斯利·R·格罗夫斯. . 由钟毅; 何伟翻译. 北京: 原子能出版社. 1991-08 （中文（中国大陆））.
- （美）克里斯·华莱士; （美）米奇·韦斯. . 由姜昊骞翻译. 长沙: 湖南文艺出版社. 2021-10. ISBN 978-7-5726-0202-3 （中文（中国大陆））.
- （美）詹姆斯·R.阿赛（James R.Asay）; （美）拉利特·C.卡比尔达斯（Lalit C.Chhabildas）; （美）杰弗瑞·劳伦斯（R.Jeffery Lawrence）; （美）玛丽·安·斯温妮（Mary Ann Sweeney）. . 由吴强; 李俊; 耿华运翻译. 北京: 国防工业出版社. 2022-12. ISBN 978-7-118-12669-3 （中文（中国大陆））.
- （美）沙希利·浦洛基. . 万有引力书系 浦洛基作品集. 由李雯露; 王梓诚翻译. 广州: 广东人民出版社. 2023-10. ISBN 978-7-218-16722-0 （中文（中国大陆））.
- （英）瑞·蒙克. . 启真·科学家. 由刘小雨翻译. 杭州: 浙江大学出版社. 2024-04. ISBN 978-7-308-24721-4 （中文（中国大陆））.
- 吴明静; 沈晏平; 王燕; 李合香; 郑悦萍. . 老科学家学术成长资料采集工程丛书；中国工程院院士传记丛书. 长沙: 湖南科学技术出版社. 2024-03. ISBN 978-7-5710-2354-6 （中文（中国大陆））.
- （美）肖恩·B.卡罗尔. . 由王志彤翻译. 杭州: 浙江教育出版社. 2023-01. ISBN 978-7-5722-5098-9.
- Crescent Engineering & Research Company. . The Company. 1997. OCLC 38312948.
- Kloda, Samuel S. . McFarland, Incorporated. 2022. ISBN 9781476643311 （英语）.
- Lunde, Paul D. . iUniverse. 2012. ISBN 9781462069774 （英语）.
- Davis, Vincent. . University of Denver. 1967. OCLC 1434404827 （英语）.
- Lunde, Paul D. . iUniverse. 2012. ISBN 9781462069774 （英语）.
- Latorre, José Ignacio; Soto-Sanfiel, María Teresa. . Springer International Publishing. 2023. ISBN 9783031299841 （英语）.

### 新闻
- McLellan, Dennis. . The Seattle Times. 2003-08-24  [2014-02-02]. （原始内容存档于2014-02-19）.

### 网站来源
- Laurence, William L. . National Science Digital Library. 1945-09-09  [2013-03-18]. （原始内容存档于2011-02-03）.
- F. L. ASHNORTH.  (PDF). National Archives. 1945-02-24  [2016-06-05]. （原始内容存档 (PDF)于2014-06-17）.
- . The Manhattan Project Heritage Preservation Association. 2005-08-03  [2014-03-08]. （原始内容存档于2013-10-17）.